# Киргизький ковпак

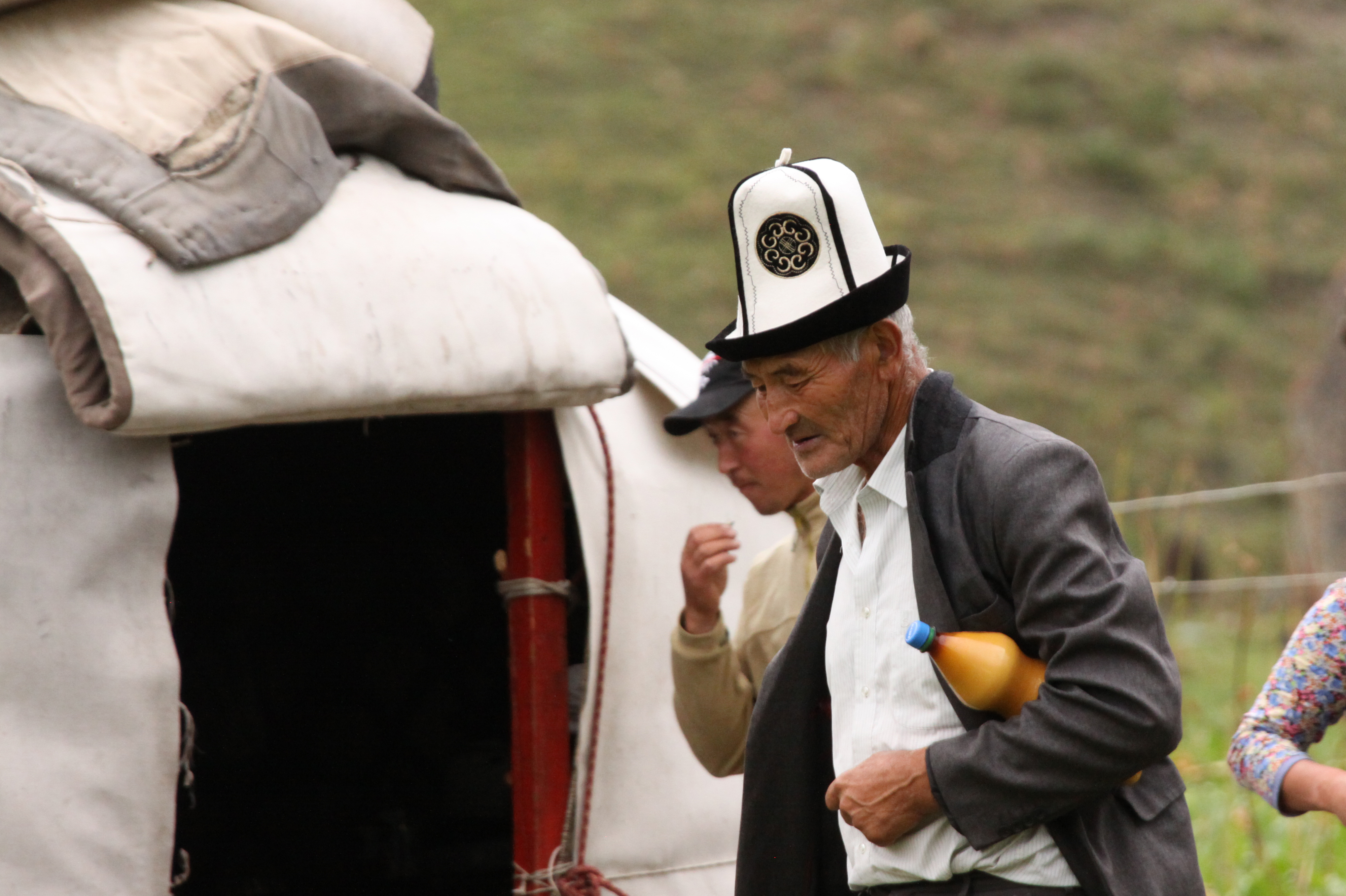
Kirghizistan 2018 - Kirghize portant l'ak-kalpak

Ак-калпак (також білий ковпак, киргизький ковпак) — це біла повстяна шапка, яку традиційно носять киргизькі чоловіки.

## Опис
Ак-калпак бере свою назву від киргизького «ak» (білий) та турецького слова «kalpak» (що позначає будь-яку форму капелюха і перейшов в українську мову як ковпак у XV столітті) ak-kalpak — це подовжена шапка, утворена з чотирьох зшитих шматків повстяної білої вовни. Його носять згорнутим, так що утворюється невеликий обідок. Ак-калпак зазвичай прикрашають чорною вишивкою та відповідним відворотом; звичайний білий варіант готують для певних церемоній. Існує більше 80 варіантів.

## Культурні та політичні аспекти
Відомий тим, що асоціюється із засніженими вершинами Киргизстану, він прикрашений вишивкою з абстрактними візерунками, що також мають символічне значення. Його чотири боки являють чотири елементи (воду, землю, повітря, вогонь). Краї повертають до життя, китиці, які оторочують — це згадка про предків, вишиті мотиви — згадка про сімейне дерево.
Ак-калпак вирізняє киргизів від інших місцевих етнічних груп, але представлений як сприяння вкрапленню, «коли представники інших етнічних груп носять його, щоб висловити свій союз»: зараз він символізує єдність батьківщини. Із 2011 року головний убір вважається фактичним національним символом. На національному рівні семінари для продовження виробничих традицій та виставки організовуються з 2013 року.
На відміну від іншого традиційного киргизького одягу, у 2018 році його досі регулярно носять чоловіки різного віку, у місті та в горах. Із 2017 року в Киргизстані 5 березня відзначається як «Національний день Ак-калпак».
У грудні 2017 року в Бішкеку на виставці собак були тварини в ак-калпаках. Це спричинило національний скандал. Кілька обраних чиновників, включаючи правлячу соціал-демократичну партію, осуджують те, що вони вважають образою батьківщини: у країні, яка зазнала етнічної напруженості з часів падіння комунізму в 1991 році, чутливість до питань національної ідентичності та традицій велика.
Пропозиції, розроблені у відповідь протягом першого кварталу 2018 року, мають на меті зробити носіння ак-калпака обов'язковим для Президента Республіки, міністрів та деяких інших високопоставлених осіб під час офіційних церемоній та міжнародних зустрічей, а також запровадити штраф за «неповагу до ак-калпака», забороняючи його імпорт або офіційно надаючи йому статус «культурного символу». Слід зазначити, що президент Сооронбай Жеенбеков неодноразово носив традиційний капелюх під час виборчої кампанії, але не зробив цього з моменту його обрання в жовтні 2017 року.
«Майстерність ак-калпак, традиційні знання та вміння, пов'язані з виготовленням та носінням киргизької чоловічого капелюха», було внесено у 2019 році до репрезентативного списку нематеріальної культурної спадщини людства у грудні 2019 року.